# Рыба по-гречески
Рыба по-гречески (пол. ryba po grecku) — традиционное блюдо польской кухни, часто подаваемое к рождественскому столу и похожее на русское блюдо «рыба под маринадом». Несмотря на название, в Греции неизвестно.
Представляет собой горячее или холодное блюдо из жареного рыбного филе или кусочков преимущественно трески или карпа в густом соусе, содержащем кусочки моркови, петрушки или сельдерея, лука или томатной пасты, зажаренных на растительном масле, а затем тушёных с добавлением воды, соли, чёрного перца и других приправ (обычно душистого перца и лаврового листа). После жарки рыбу некоторое время тушат в заранее подготовленном соусе.